# Felix Draeseke
Felix August Bernhard Draeseke (ur. 7 października 1835 w Coburgu, zm. 26 lutego 1913 w Dreźnie) – niemiecki kompozytor, jeden z czołowych przedstawicieli tzw. szkoły nowoniemieckiej.
W latach 1852–1855 studiował w konserwatorium w Lipsku, porzucił je jednak i później uczył się prywatnie kompozycji u Juliusa Rietza. W okresie tym pisywał do czasopisma Neue Zeitschrift für Musik. W 1855 roku wyjechał do Berlina, następnie w 1856 roku do Drezna. Uczył gry na fortepianie. W 1863 roku zamieszkał w Szwajcarii, gdzie do 1874 roku uczył w konserwatorium w Lozannie. W 1876 roku powrócił do Drezna, gdzie w 1884 roku objął klasę kompozycji w tamtejszym konserwatorium. W 1892 roku otrzymał profesurę.
We wczesnym okresie twórczości był entuzjastą Liszta i Wagnera (tego drugiego poznał osobiście w 1857 roku w Lucernie), stopniowo wypracowując własny styl oparty na częstym stosowaniu techniki ostinatowej i kontrapunktu. Z czasem zwrócił się ku bardziej klasycznym środkom wyrazu, krytykując coraz bardziej postwagnerowski nurt w muzyce. Był niezwykle płodnym kompozytorem, choć jego twórczość nie zyskała sobie większego zainteresowania i popadła potem w zapomnienie. Napisał m.in. 4 symfonie, siedem oper do własnych librett, długie poematy symfoniczne, a także utwory kameralne i wokalne, w tym czteroczęściowe oratorium Christus. Był także autorem licznych prac krytycznych. W 1906 roku opublikował Die Konfusion in der Musik – pamflet wymierzony w Richarda Straussa.